# Lucie Kölsch
Lucie Kölsch (geborene Lucie Wulf; * 4. Februar 1919 in Worms; † 5. Dezember 1997 ebenda) war eine deutsche Politikerin (SPD).

## Leben
Vor 1933 war Kölsch, Tochter des Zimmermanns und SPD-Mitglieds Rudolf Wulf, Mitglied der Kinderfreunde und des Arbeiter-Turn- und Sportbundes in Worms. Nach der Mittleren Reife machte sie von 1936 bis 1939 eine Ausbildung als Industriekauffrau. Nach ihrer Hochzeit 1939 lebte sie mit ihrem Ehemann Ludwig Kölsch von 1941 bis 1945 in Swinemünde, bevor sie 1946 nach Worms zurückkehrte. Während der Zeit des Nationalsozialismus wurden sowohl gegen ihren Onkel Ludwig Bardorf (1936) wie auch gegen ihren Schwager Heinrich Kölsch (1938) Hochverratsprozesse wegen ihrer Zugehörigkeit zur SPD geführt.
1946 trat Kölsch in die SPD ein. Von 1948 bis 1960 war sie Stadträtin in Worms, bevor sie 1957 in den Landtag Rheinland-Pfalz einzog, dem sie bis 1977 angehörte. Während dieser Zeit war sie Mitglied des Fraktionsvorstandes der SPD in Rheinland-Pfalz, Mitglied des Landesvorstandes und des Parteirates. Ihre politischen Schwerpunkte waren die Sozial- und die Schulpolitik.

## Ehrungen
1969 wurde sie mit dem Verdienstkreuz 1. Klasse der Bundesrepublik Deutschland ausgezeichnet, 1974 mit dem Großen Verdienstkreuz. 1974 erhielt sie den Ehrenring der Stadt Worms und am 27. Februar 1989 die Ehrenbürgerwürde für die Verdienste um die Stadt. 2004 wurde die 1955 gegründete kommunale Musikschule nach ihr benannt (Lucie-Kölsch-Musikschule der Stadt Worms).
Ihr Nachlass befindet sich im Stadtarchiv Worms und im Archiv des Landtags Rheinland-Pfalz.